# Yoon Eun-hye
Yoon Eun-hye (윤은혜?, 尹恩惠?, Yun Eun-hyeLR, Yun ŬnhyeMR; Seul, 3 ottobre 1984) è una cantante e attrice sudcoreana.
Dal 1999 al 2005 ha fatto parte del girl group Baby V.O.X., per poi dedicarsi alla recitazione.

## Carriera
Yoon Eun-hye debuttò nelle Baby V.O.X. nel 1999, a 15 anni, sostituendo l'ex-componente Lee Gai. Nel gruppo era una delle voci di supporto, nota per la dolcezza e i tratti infantili, ma, essendo la più giovane, riceveva scarsa attenzione, venendo spesso oscurata dalle quattro compagne. Yoon fu anche presa di mira più volte da alcuni anti-fan: viene ricordato soprattutto un incidente avvenuto l'anno del suo debutto, quando fu colpita agli occhi da una miscela di salsa di soia e aceto che avrebbe dovuto accecarla. Ricoverata d'urgenza in ospedale, i medici le diagnosticarono un danno alla cornea. Lasciò il gruppo nel luglio 2005, alla scadenza del suo contratto con la DR Entertainment.
Yoon esordì come attrice nel 2006, quando le venne offerto il ruolo della protagonista nel drama Gung (Princess Hours). Grazie al successo della serie, ottenne immediatamente altri ruoli principali in Podobat geu sana-i (The Vineyard Man, 2006) e Coffee prince 1hojeom (The 1st Shop of Coffee Prince, 2007), la cui popolarità la proiettò tra le migliori attrici del panorama coreano. Dopo tre anni di assenza dalla scena musicale, nel febbraio 2008 prestò la propria voce per il brano I Love You del nuovo gruppo hip-hop Mighty Mouth; a settembre fondò la propria agenzia di management, la The House Company.
Nel 2010 si dedicò parallelamente alla beneficenza e alla sua carriera: a febbraio apparve nella versione drama dello spot di Cass Beer insieme a Taecyeon, Junsu, Wooyoung e Nichkhun dei 2PM, con i quali pubblicò il singolo digitale Tik Tok. Iniziò anche a girare la serie Love Song, ma l'improvviso suicidio del protagonista maschile, Park Yong-ha, costrinse la produzione ad abbandonare il progetto. Il 22 agosto si riunì alle ex-componenti delle Baby V.O.X. per un concerto speciale. Yoon tornò sul grande schermo dopo cinque anni di assenza per My Black Mini Dress, e in televisione con Naege geojinmar-eul haebwa (Lie to Me). Nell'ottobre 2012 entrò nel cast del drama Bogosipda (Missing You) e debuttò alla regia del cortometraggio Tteugaejil (The Knitting). Un anno dopo fu la protagonista della serie Mi-rae-ui seontaek (Marry Him If You Dare), mentre nel 2015 apparve nel film Heosamgwan (Chronicle of a Blood Merchant).

## Filmografia

### Televisione
- Honjaga an-i-ya (혼자가 아니야) – serie TV, episodio 13 (2005)
- Gung (궁) – serie TV, 24 episodi (2006)
- Podobat geu sana-i (포도밭 그 사나이) – serie TV, 16 episodi (2006)
- Coffee prince 1hojeom (커피프린스 1호점) – serie TV, 17 episodi (2007)
- Agassireul butakhae (아가씨를 부탁해) – serie TV, 16 episodi (2009)
- Kae-in-ui chwihyang (개인 의 취향) – serie TV, episodio 8 (2010)
- Naege geojinmar-eul haebwa (내게 거짓말을 해봐) – serie TV, 16 episodi (2011)
- Bogosipda (보고싶다) – serie TV, 21 episodi (2012-2013)
- Mi-rae-ui seontaek (미래의 선택) – serie TV, 16 episodi (2013)
- Seollemju-uibo (설렘주의보) – serie TV, 16 episodi (2018)

### Cinema
- Gimgeupjochi 19ho (긴급조치 19호), regia di Kim Tae-gyu (2002)
- Charisma talchulgi (카리스마 탈출기), regia di Kwon Nam-gi (2006)
- My Black Mini Dress (마이 블랙 미니드레스), regia di Heo In-moo (2011)
- Heosamgwan (허삼관), regia di Ha Jung-woo (2015)

## Discografia
Oltre alle canzoni con le Baby V.O.X., Yoon ha registrato alcuni singoli digitali, come collaborazioni con altri artisti o per colonne sonore di film, serie TV e pubblicità.
- 2008 – "Salad Song" feat. Lee Dong-gun
- 2008 – "I Love You" feat. Mighty Mouth
- 2009 – "Ziple Asak"
- 2009 – "Romance" feat. Yoon Sang-hyun (Agassileul butakae OST)
- 2009 – "Dash Girl" feat. Edna A. Castro (Agassileul butakae OST)
- 2010 – "AM 5:00 Do.U Production Crew (Outro)"
- 2010 – "Tik Tok" feat. 2PM
- 2011 – "Love Is Blind" (My Black Mini Dress OST)
- 2011 – "My Black Mini Dress" feat. Park Han-byul, Cha Ye-ryun e Yoo In-na (My Black Mini Dress OST)

## Videografia
Oltre che nei videoclip delle Baby V.O.X., Yoon è apparsa anche nei seguenti video musicali:
- 2006 – "Saying I Love You" di Kim Jong-kook
- 2006 – "Bubi Bubi" delle Banana Girl
- 2010 – "Tik Tok" dei 2PM feat. Yoon Eun-hye

## Riconoscimenti
| Anno | Premio                                          | Categoria                                 | Ricevente                  | Risultato       |
| ---- | ----------------------------------------------- | ----------------------------------------- | -------------------------- | --------------- |
| 2006 | MBC Drama Awards                                | Best New Actress                          | Gung                       | Vincitore/trice |
| 2006 | Baeksang Arts Awards                            | Best New Actress                          | Gung                       | Candidato/a     |
| 2006 | Grimae Awards                                   | Best Actress                              | Podobat geu sana-i         | Vincitore/trice |
| 2006 | KBS Drama Awards                                | Best New Actress                          | Podobat geu sana-i         | Vincitore/trice |
| 2006 | KBS Drama Awards                                | Best Couple Award con Oh Man-seok         | Podobat geu sana-i         | Vincitore/trice |
| 2007 | MBC Drama Awards                                | Top Excellence Award, Actress             | Coffee prince 1hojeom      | Vincitore/trice |
| 2007 | Star News Chief Producer's Choice Acting Awards | Outstanding Actress Award                 | Coffee prince 1hojeom      | Vincitore/trice |
| 2008 | Baeksang Arts Awards                            | Best Actress in TV                        | Coffee prince 1hojeom      | Vincitore/trice |
| 2008 | Monte Carlo Television Festival                 | Best Actress                              | Coffee prince 1hojeom      | Candidato/a     |
| 2009 | KBS Drama Awards                                | Popularity Award                          | Agassileul butakae         | Vincitore/trice |
| 2009 | KBS Drama Awards                                | Best Couple Award con Yoon Sang-hyun      | Agassileul butakae         | Vincitore/trice |
| 2009 | KBS Drama Awards                                | Excellence Award, Actress in a Miniseries | Agassileul butakae         | Candidato/a     |
| 2011 | SBS Drama Awards                                | Top Excellence Award, Actress             | Naege geojinmar-eul haebwa | Candidato/a     |
| 2012 | Baeksang Arts Awards                            | Popularity Award, TV                      | Naege geojinmar-eul haebwa | Candidato/a     |
| 2012 | MBC Drama Awards                                | Top Excellence Award, Actress             | Bogosipda                  | Candidato/a     |
| 2012 | MBC Drama Awards                                | Popularity Award                          | Bogosipda                  | Vincitore/trice |
| 2012 | MBC Drama Awards                                | Hallyu Star of the Year                   | Bogosipda                  | Vincitore/trice |
| 2013 | Baeksang Arts Awards                            | Popularity Award, TV                      | Bogosipda                  | Candidato/a     |
| 2013 | Hallyu 10th Anniversary Grand Prizes            | Grand Prix, Best Actress                  | Bogosipda                  | Vincitore/trice |
| 2013 | KBS Drama Awards                                | Best Couple Award con Lee Dong-gun        | Mi-rae-ui seontaek         | Candidato/a     |
| 2013 | KBS Drama Awards                                | Excellence Award, Actress                 | Mi-rae-ui seontaek         | Candidato/a     |